# Phasmophobia
Phasmophobia es un videojuego de terror independiente desarrollado y publicado por Kinetic Games. El juego contó con un acceso anticipado a través de Steam para los equipos de Microsoft Windows en septiembre de 2020, junto con soporte de realidad virtual. Recibió una gran afluencia de popularidad el mes siguiente debido a que muchos streamers de Twitch y YouTuber lo jugaron, principalmente en las semanas y días previos a Halloween. El 15 de octubre de 2020, el juego era el sexto más popular en Twitch. Fue el juego más vendido en Steam a nivel mundial durante varias semanas de octubre a noviembre de aquel año.

## Jugabilidad
El jugador toma el control de un miembro de un grupo de hasta cuatro jugadores, en los roles de cazadores de fantasmas que exploran entornos urbanos y son contratados para lidiar con fantasmas que habitan diferentes instalaciones abandonadas como hogares, escuelas, prisiones y asilos. El juego presenta actualmente 24 variedades diferentes de fantasmas, cada una de las cuales se comporta de manera diferente: espíritu, espectro, ente, poltergeist, banshee, jinn, pesadilla, revenant, sombra, demonio, yurei, oni, yokai, hantu, goryo, myling, onryo, gemelos, raiju, obake, mímico, moroi, deogen y thaye. Para saber qué tipo de fantasma se encuentra en cada misión, los jugadores deben recopilar pruebas sobre el fantasma. El objetivo final es recoger suficiente información sobre ellos, averiguando así su tipo. Además se indican otros objetivos opcionales y aleatorios, con el fin de ganar más dinero al completar el contrato. Los jugadores se comunican a través del chat de voz, soporte por el que el fantasma también escucha y reacciona. Existen diferentes equipos para ayudar en la misión, como linternas de luz ultravioleta, termómetros, lectores EMF, cámaras, crucifijos y ouijas. Estas herramientas se pueden utilizar para diferentes medios como la comunicación, la investigación, la protección y la recopilación de pistas.

## Desarrollo y lanzamiento
Una primera imagen del juego se podía ver en la página de Steam el 6 de marzo de 2020. Tres meses después salió un tráiler del videojuego y se anunció un soporte adicional para jugar con realidad virtual, junto a la fecha de lanzamiento anticipado para el 18 de septiembre de 2020. Después del lanzamiento, hubo dos actualizaciones importantes con respecto a la corrección de errores en la semana siguiente. Dknighter, fundador y único miembro de Kinetic Games, declaró que esperaba lanzar el juego completo en algún momento de 2021. Sin embargo, hasta que eso suceda, planea mantener el mismo precio del juego. Durante el desarrollo del juego, uno de los principales objetivos de las actualizaciones era mejorar la IA de los fantasmas, haciéndolos más inteligentes y menos predecibles y, en consecuencia, más difíciles de manejar para los jugadores.

## Recepción
Phasmophobia ha recibido críticas positivas de los críticos. Rich Stanton de PC Gamer lo llamó "el mejor juego de fantasmas jamás creado", además de declarar que era "diferente a cualquier otra cosa que haya jugado". Cass Marshall, periodista de Polygon, también dio una crítica positiva, describiéndolo como "un tipo de horror agradable y acogedor", y que "una vez que se pone en marcha, es brillante", a la vez que descubrió que el juego tenía numerosos errores. Jeuxvideo lo describió como bastante original e imaginativo, además de escalofriante. Consideraron que los mapas del juego estaban bien pensados y que el nivel de progresión estaba controlado. En contraposición, criticaron el juego por sus animaciones y ciertas redundancias, considerando que probablemente se suavizarían con actualizaciones constantes antes del lanzamiento del juego. Una revisión de CBR describió el juego como "el juego perfecto para la temporada de Halloween", y lo elogió por sus Sustos repentinos únicos, así como por su diseño de sonido.